# Smilek
Rybník Smilek o rozloze vodní plochy 7,53 ha se nalézá asi 1 km Severně od centra obce Horní Ředice v okrese Pardubice na okraji přírodní rezervace Žernov pod silnicí I. třídy č. 35 vedoucí z města Holice do obce Chvojenec. U rybníka je vyvinuta rozsáhlá rákosina. 
Rybník spolu s dalšími rybníky ředické soustavy (rybníky Šmatlán, Mordýř, Ředický rybník), hraje významnou roli při jarním, a zejména podzimním tahu vodních ptáků. Území stávající PR Žernov patří k zoologicky nejsledovanějším a nejprozkoumanějším územím v Pardubickém kraji.

## Galerie

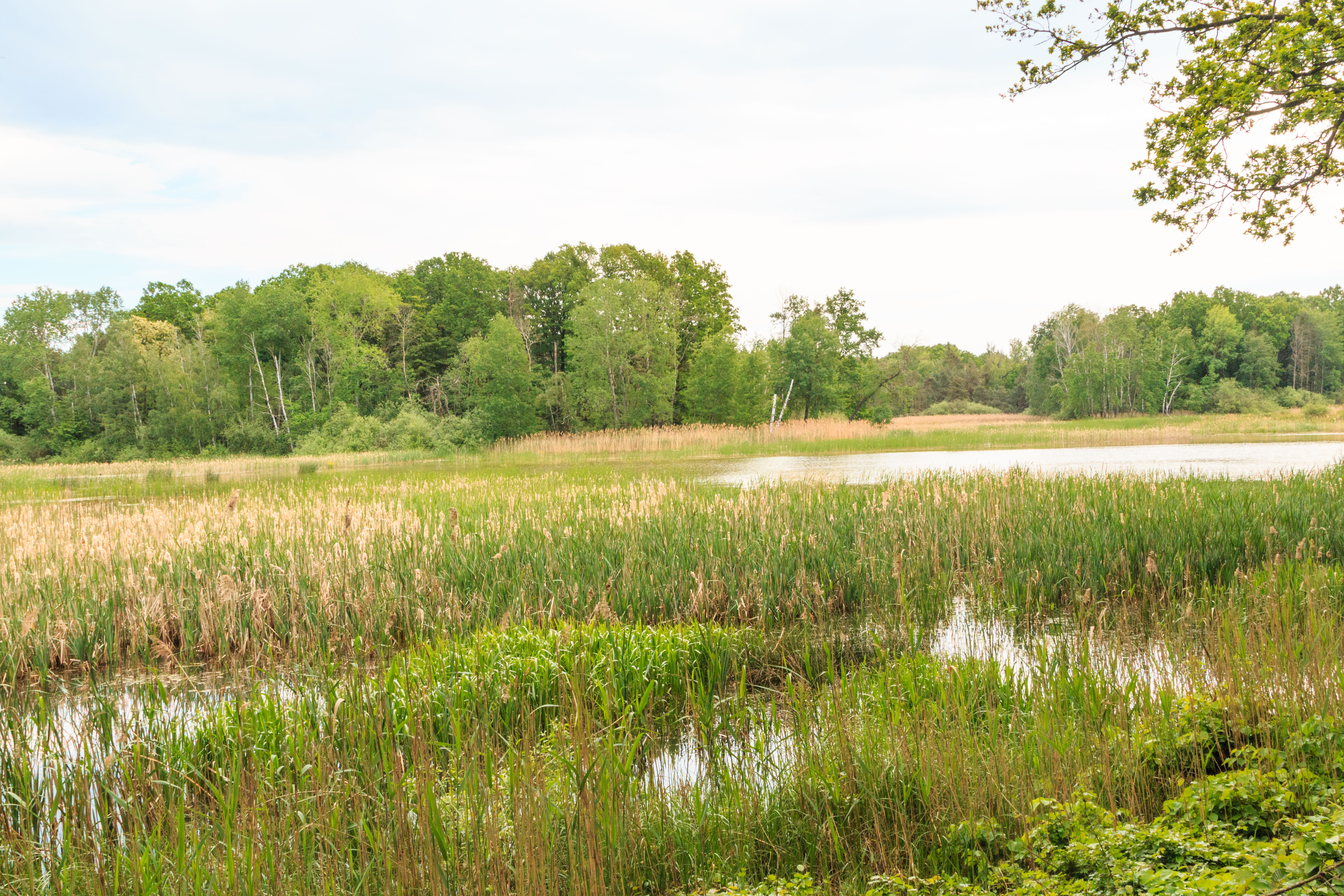
pohled na rybník Smilek
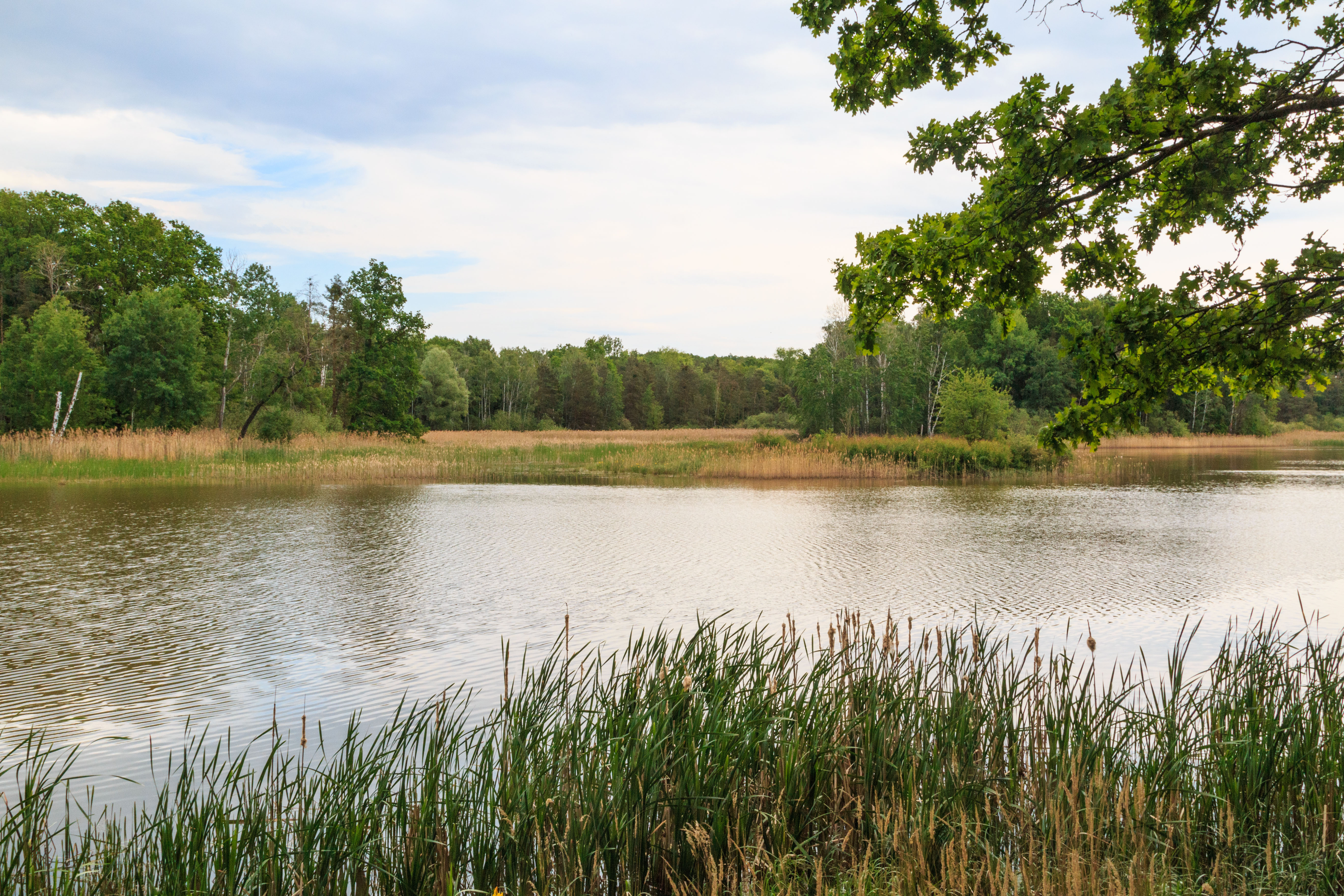
pohled na rybník Smilek
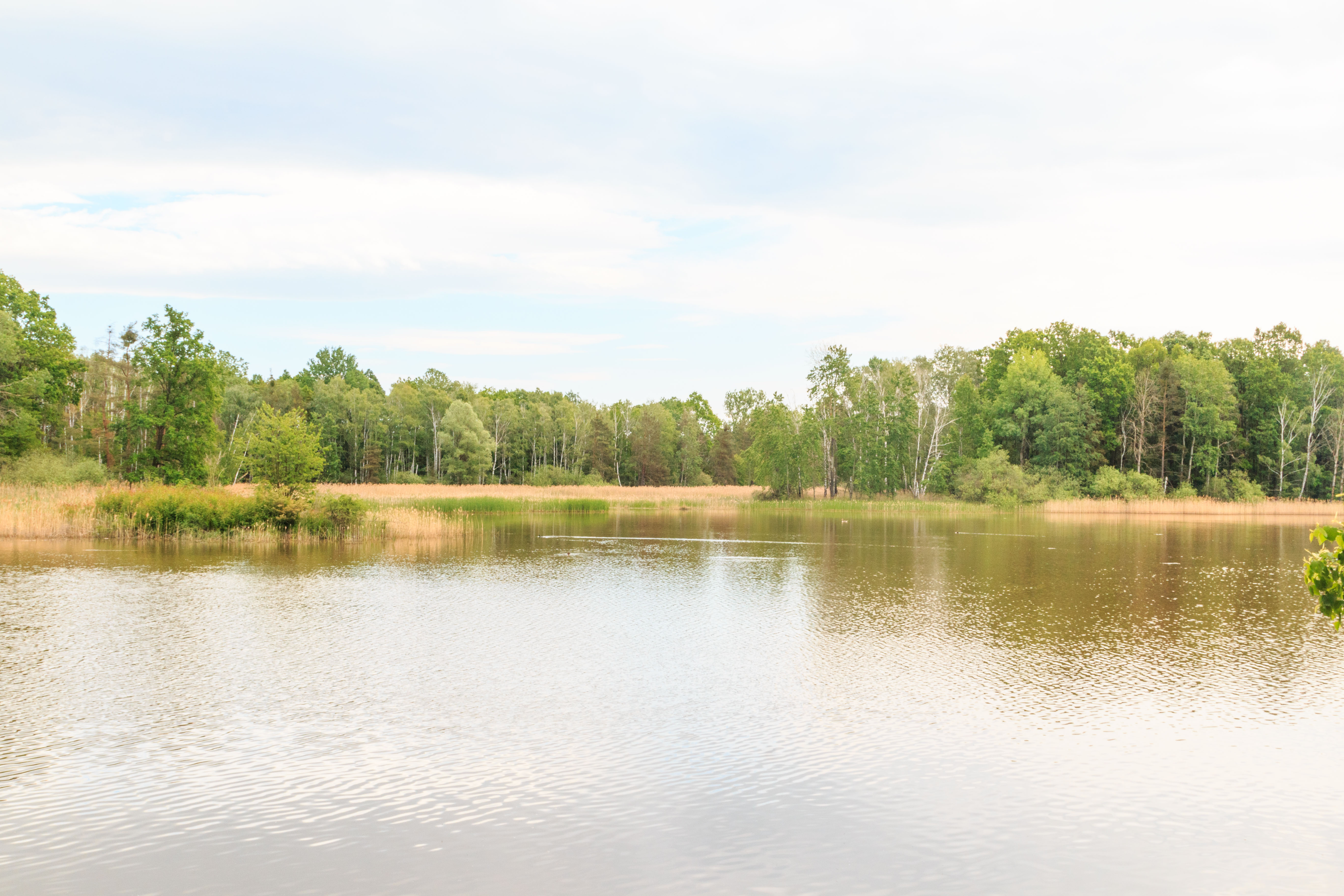
pohled na rybník Smilek
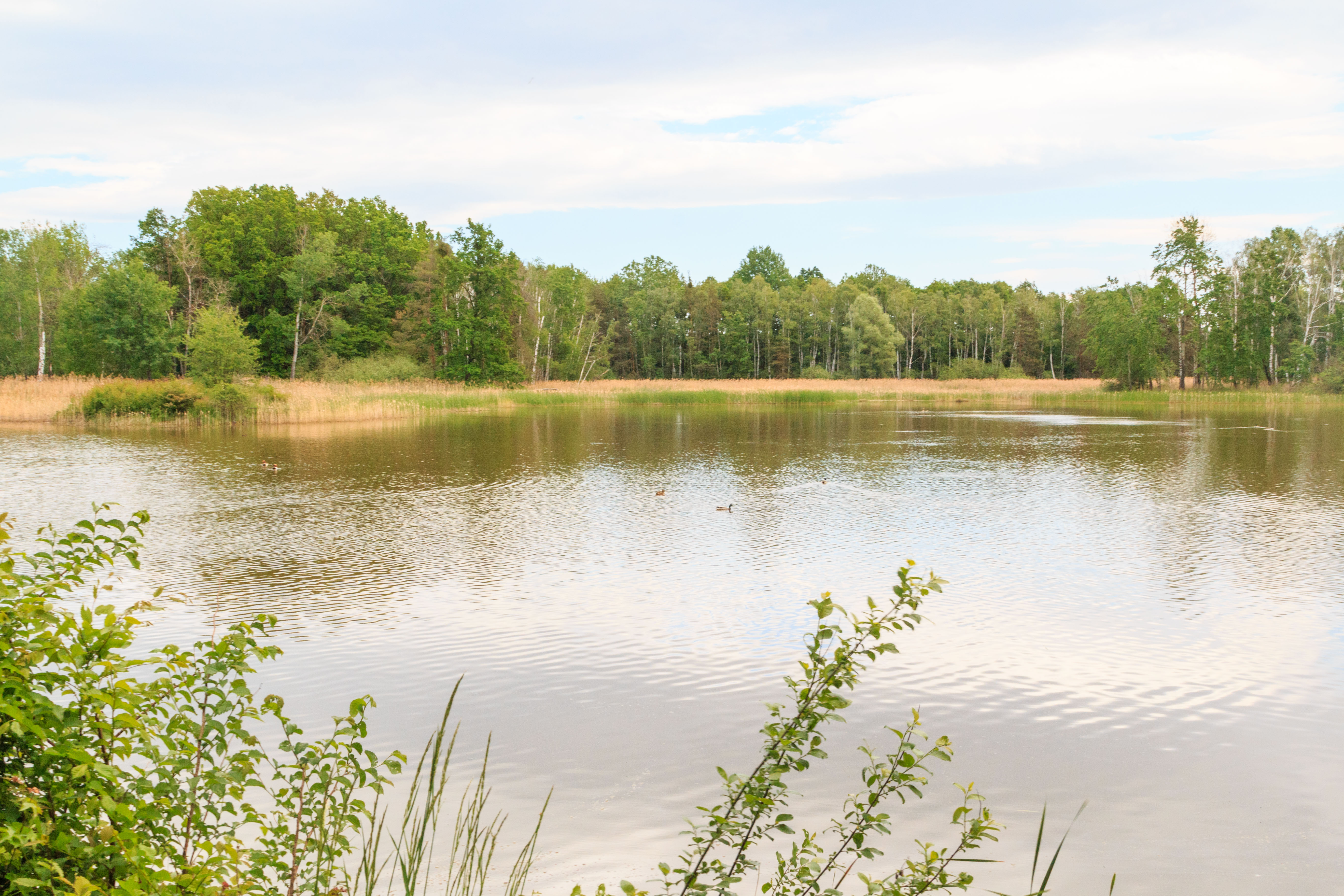
pohled na rybník Smilek